# Saški vrt
Saški vrt (poljsko Ogród Saski) je 15,5 hektarja velik javni vrt/park v središču Varšave (Śródmieście) na Poljskem, obrnjen proti Piłsudskemu trgu. Je najstarejši javni park v mestu. Ustanovljen je bil konec 17. stoletja, za javnost pa je bil odprt leta 1727 kot eden prvih javno dostopnih parkov na svetu.

## Zgodovina
Saški vrt je bil prvotno mesto varšavskih utrdb, Sigismundovega obzidja in palače, zgrajene leta 1666 za mogočnega aristokrata Jana Andrzeja Morsztyna. Vrt je bil razširjen v času vladavine kralja Avgusta II., ki ga je priključil Saški osi, liniji parkov in palač, ki povezujejo zahodno obrobje Varšave z reko Vislo.
Park sosednjega Saškega dvorca je bil za javnost odprt 27. maja 1727. Postal je javni park pred Versajskimi vrtovi (1791), Pavlovsko palačo, palačo Petergof in Poletnim vrtom (1918), Villo d'Este (1920), Kuskovom (1939), Stourheadom (1946), Sissinghurstom (1967), Stowejem (1990), Vaux-le-Vicomtom (1990) in večino drugih svetovno znanih parkov in vrtov.
Sprva baročni park v francoskem slogu, v 19. stoletju preurejen v romantični krajinski park v angleškem slogu. Uničen je bil med in po Varšavski vstaji, delno pa je bil obnovljen po drugi svetovni vojni.

## Značilnosti

### 18. stoletje
Vrt je bil tipičen primer baročne razširitve formalnih razgledov, ki so ga navdihnili Versajski vrtovi. Park se začne pri zadnji fasadi palače in obdaja dolgo alejo s številnimi skulpturami. Osrednja avenija vodi neposredno do palače, kot je bilo običajno v francoskih parkih tistega časa.
Po dokončanju Saške palače je bila okolica vključena v strukturo. Brühljeva palača in Modra palača ter paviljon, znan kot Veliki salon, so bili vsi dvignjeni ali obnovljeni med začetno gradnjo Saške palače v času vladavine Avgusta II. Ustvarjen je bil baročni cvetlični vrt s koščki trate, gredicami, živimi mejami in drevesi. Ti vrtovi so razširili osrednjo os simetrične fasade stavbe v strogo simetričnih aksialnih zasnovah vzorčastih parterjev, gramoznih poti in formalno zasajenih bosketov. Parterje sta od leta 1713 urejala Joachim Heinrich Schultze in od leta 1735 Gothard Paul Thörl.
- Saška palača. Med letoma 1661 in 1664 je tukaj za Jana Andrzeja Morsztyna nastal obsežen palačni kompleks po načrtih Tylmana van Gamerena.[6] Leta 1669 je bila palača obnovljena in povečana. Glavni prelom je bil okrepljen, v niše palače pa sta bili dodani dve galeriji, ki se končata z dvonadstropnim paviljonom. Leta 1713 je stavbo kupil kralj Avgust II., ki je začel odkupovati okoliške posesti in rušiti stavbe. Obnova palače in ustanovitev saške osi je potekala skozi tri različne faze – od leta 1713 do 1720-ih po načrtih Carla Friedricha Pöppelmanna in Joachima Daniela von Jaucha, nato do leta 1733 in dokončanja leta 1748, ki ga je zasnoval Avgust III. Poljski Kopulentni. Palača je bila prenovljena leta 1842. Med drugo svetovno vojno so Nemci po propadu Varšavske vstaje leta 1944 Saško palačo razstrelili.[7]
- Brühlova palača, nekdanjo palačo Jerzyja Ossolińskega, je med letoma 1681 in 1697 obnovil Tylman van Gameren.[8] Heinrich von Brühl jo je kupil leta 1750, na njegovo zahtevo pa sta jo Johann Friedrich Knöbel in Joachim Daniel von Jauch med letoma 1754 in 1759 obnovila. V tem času sta bili zgrajeni dve gospodarski poslopji, ki sta bili dodani k palači. Kasneje sta bili dodani še dve gospodarski poslopji, ki ju je prepletel ograjen prostor, okrašen s skulpturami. Osrednji del stavbe je bil okrepljen in pokrit z mansardno streho. Med letoma 1932 in 1937 je bila palača prilagojena za uporabo kot ministrstvo za zunanje zadeve nove Poljske republike. Nemci so jo 18. decembra 1944 namerno uničili.
- Peščenjakovi kipi, del bogate zbirke skulptur, ki jih je maršal Suvorov leta 1794 po ponovnem zavzetju mesta prenesel v Sankt Peterburg in jih postavil v Letni vrt. Po načrtu Saškega vrta iz leta 1745 je bilo v vrtu 70 postumentov, leta 1797 pa je ostalo le še 37 skulptur; do danes se jih je ohranilo le 20. Štiri od teh skulptur so bile popolnoma uničene med razstrelitvijo Saške palače leta 1944, a so jih kasneje obnovili. Vključene so skupine skulptur, vključno z Aritmetiko, Astronomijo, Bakhom, Floro, Geografijo, dve skulpturi, označeni kot Slava, Pouk, Inteligenca, Intelekt, Pravičnost, Medicina, Vojaška arhitektura, Slikarstvo, Poezija, Racionalnost, Znanost, Kiparstvo, Venera in Zima. Na splošno so jih pred letom 1745 izdelali anonimni varšavski kiparji pod vodstvom Johanna Georga Plerscha.
- Veliki salon, ki je na osi v središču Saškega vrta, je bil preprosto namenjen temu, da bi zagotovil primeren zaključek glavne vrtne osi. Zgrajen je bil po letu 1720 po načrtih Matthäusa Daniela Pöppelmanna. Stavba se je v vrt odpirala s polkrožnimi vrati in okuli. Teraso nad tlemi stavbe je obdajalo podstrešje, okrašeno z vazami; dodali so tudi dve zunanji strani. Veliki salon je bil porušen leta 1817.
- Operalnia, operna hiša s 500 sedeži,[9] je bila odprta leta 1748. Zgrajena je bila po načrtih arhitekta Carla Friedricha Pöppelmanna po vzoru Malega gledališča v Dresdnu, ki ga je leta 1687 zgradil Christoph Bayer. Notranjost so dvorni umetniki okrasili v težkem, razkošnem baročnem slogu. 19. novembra 1765 so v Operalnii igralci veličanstva uprizorili premiero igre Józefa Bielawskega Vsiljivci (Natręci), komedije, ki je bila ohlapna priredba Molièrove igre. Ker je imela igralska ekipa vse značilnosti popolnoma profesionalne in nacionalne skupine (nastopali so v poljščini in se preživljali z igranjem), je 19. november obletnica ustanovitve Narodnega gledališča. Narodni oder je bil del programa izobraževalnih in kulturnih reform v padajoči Republiki Poljski, ki ga je pripravil kralj Stanislav II. Avgust Poniatowski. To gledališče, ki je desetletja skrbelo za dela poljskih dramatikov, je bilo središče kulturnega razvoja Poljakov. Stavba je bila porušena leta 1772.
- Modra palača. Ime je dobila po barvi strehe. Palačo je kralj Avgust II. kupil za svojo hčerko Anno Karolino Orzelsko od škofa Teodorja Andrzeja Potockega. Palačo sta leta 1726 obnovila Joachim Daniel von Jauch in Johann Sigmund Deybel. Kralj jo je želel podariti Ani kot božično darilo. V šestih tednih je palačo obnovilo 300 zidarjev in obrtnikov, ki so delali noč in dan.[10] Dvorišče, obdano z obzidjem, je imelo dvoja vrata. Na obeh straneh vrtne fasade so bile galerije s stebri. Zadnji vrt (sestavni del Saškega vrta) in kaskadni vodnjak je zasnoval Carl Friedrich Pöppelmann. Od leta 1811 je v lasti družine Zamoyski, ki jo je prenovila v pozno neoklasicističnem slogu. Palača je bila po vojnih razdejanjih obnovljena.
- Cerkev sv. Antona Padovanskega in reformirani frančiškanski samostan sta bila ustanovljena leta 1623 v zahvalo za zavzetje Smolenska 13. junija 1611 (liturgični praznik sv. Antona Padovanskega) s strani Sigismunda III. Vase in posvečena 13. maja 1635. Ta cerkev je bila med potopom, ki ga je izvedla transilvanska vojska Jurija II. Rákóczija, močno poškodovana. Novo cerkev je ustanovil kastelan Stanisław Leszczyc-Skarszewski.[11] Dela so se začela leta 1668 po načrtu Józefa Szymona Bellottija. Leta 1734 je cerkev postala župnijska cerkev kraljevega dvora v saksonski palači. Kralj je naročil, naj se na levi strani prezbiterija zgradi posebna loža zanj in njegovo ženo (1734–35), kiparja v notranjosti pa je ustvaril kraljevi kipar Johann Georg Plersch. Cerkev je bila delno uničena med Varšavsko vstajo.
- Železna vrata so bila del saške ustanove, ki je imela obliko petkotnika in je pokrivala površino približno 17 ha. Vrata so bila zgrajena po načrtih Joachima Daniela von Jaucha po letu 1735,[12] skupaj z drugimi stavbami na saški meji osi, kot so vojašnice konjeniške kronske straže, obzidje z bastijoni z juga in zahoda ali Modra palača. Okrašena so bila s kartušami s poljskimi in litovskimi grbi. Vrata so bila porušena leta 1821.

Pogled na saško ustanovo s severa, ki ga je leta 1764 naslikal Bernardo Bellotto il Canaletto, prikazuje glavni vhod v palačo iz Wielopole z Železnimi vrati in 21 m visokim vrtnim glorietom, tako imenovanim Velikim salonom.

### 9. in 20. stoletje
- Grobnica neznanega vojaka, posvečena neznanim vojakom, ki so dali svoja življenja za Poljsko. Je ena od mnogih takšnih nacionalnih grobnic neznanih, ki so bile postavljene po prvi svetovni vojni, pa tudi najpomembnejši nacionalni simboli poguma in junaštva. Leta 1925 je arhitekt Stanisław Ostrowski izdelal načrt za postavitev pod arkadami Saške palače v Varšavi.[13] Trojni lok grobnice je edini ostanek kolonade Saške palače.[14] Tukaj uradne delegacije polagajo vence in se poklonijo padlim vojakom. V grobnici se vsako uro menjava straže.
- Vodnjak z bogato izrezljano ploščo, ki počiva na školjkastem bazenu, podprtem z nosilcem, pogosto uporabljajo pari na zmenkih kot prostor za srečanja. Postavljena je bila leta 1855. Vodnjak je osrednji del vrtov, ki jih je zasnoval oblikovalec Henryk Marconi iz 19. stoletja, in tudi eden najdragocenejših urbanih simbolov Varšave.[15]
- Marmorna sončna ura,[16] horizontalna sončna ura iz leta 1863, je blizu velikega vodnjaka v središču parka. Postavil jo je pomemben fizik in meteorolog Antoni Szeliga Magier (1762–1837).
- Vodni stolp v severozahodnem delu Saškega vrta stoji ob okrasnem jezeru, obdanem z vrbami. Ta klasicistični vodni stolp v obliki rimskega monoptera je bil zasnovan po vzoru Templja Veste v Tivoliju.[17] Leta 1852 ga je zasnoval arhitekt Henryk Marconi.
- Poletno gledališče, priljubljeno poletno variete gledališče, je obstajalo med letoma 1870 in 1939. Pod vladavino Stanisława Moniuszka v gledališču Teatr Wielki je bilo leseno Poletno gledališče v Saškem vrtu, med stavbo Vodnega stolpa in Modrim dvorcem, zgrajeno po projektu Aleksandra Zabierzowskega. Od takrat naprej so tam vsako leto predvajali poletne predstave varšavskih gledališč. Takrat je Poletno gledališče lahko sprejelo 1065 gledalcev.[18] Helena Modjeska in Pola Negri sta tam večkrat nastopili. Gledališče je septembra 1939 pogorela po neposrednem zadetku zažigalne bombe in ni bilo nikoli obnovljeno.
- Hiša palm, zasnovana po vzoru viktorijanskih steklenih in železnih konstrukcij v Angliji, je bila zgrajena leta 1894.[19] Ustvarjena je bila posebej za eksotične palme, ki so jih zbirali in v Evropo vnašali v 19. stoletju. Elegantna zasnova z neoviranim prostorom za razprostirajoče se krošnje visokih palm je bila popolna harmonija oblike in funkcije. Struktura je bila uničena med Varšavsko vstajo in načrtovanim uničenjem Varšave ter ni bila nikoli obnovljena.
- Spomenik, posvečen Mariji Konopnicki, znani poljski pesnici in pisateljici, predvsem za otroke in mladino, je bil odkrit leta 1965.
- Spomenik Stefanu Starzyńskemu, kip mestnega župana in vodje obrambnih prizadevanj med obleganjem Varšave leta 1939, je bil dodan leta 1981 in odstranjen leta 2008.

- Saška palača
- Grobnica neznanega vojaka
- Vodni stolp